# 凤姣昆明鱼
鳳姣昆明魚（學名：Myllokunmingia fengjiaoa）是一種原始及可能屬於無頷總綱的魚類，生存於寒武紀的中國雲南澄江縣澄江化石地(帽天山頁岩)。牠的外觀像現今的盲鰻綱，長約2.8厘米及高6毫米。 
鳳姣昆明魚是已知最古老的脊椎動物，在5億2千萬年前寒武紀的地層發現。牠似乎有由軟骨構造的頭顱骨及骨骼。牠的骨骼並未有出現生物礦化的跡象。
鳳姣昆明魚的模式標本是在中國雲南昆明筇竹寺組(Qiongzhusi Formation)發現。昆明魚有明顯的頭部及軀體，並有像帆的背鰭及腹鰭。頭上有5或6個有半鰓的鰓囊。身體上有25節，有脊索、食道及消化道至末端。口部不能明顯的見到。可能有圍心腔。只有一個昆明魚的標本尾端埋在沉積岩中。
另一類在同一地層的相似生物有海口魚。目前昆明魚屬只有一個物種，就是鳳姣昆明魚。

## 外部連結
- http://www.sciencenews.org/sn_arc99/11_6_99/fob1.htm（页面存档备份，存于）
- https://web.archive.org/web/20030511135309/http://www.gs-rc.org/repo/repoe.htm
- http://www.nature.com/nature/journal/v402/n6757/fig_tab/402042a0_F2.html（页面存档备份，存于）
- http://news.bbc.co.uk/1/hi/sci/tech/504776.stm（页面存档备份，存于）